# زراتشت‌نامه
زراتشت‌نامه یک اثر حماسی به زبان فارسی مربوط به سده ۷ (قمری) از زرتشت بهرام پژدو دربارهٔ معجزات پیش از زادن و زمان خردسالی زرتشت پیغمبر و داستان‌هایی از زندگانی وی و رسیدنش به‌درگاه کی‌گشتاسپ و برتری و غلبه یافتن بر حکمای دربار این پادشاه و هزاره او و قیام هوشیدر و روی کار آمدن بهرام ورجاوند و پایان هزاره او است.
این اثر بر اساس روایت‌های شفاهی زرتشتیان تهیه شده است و شباهت‌های زیادی با آثار ادبی پارسی میانه همچون دینکرد دارد. وام‌واژه‌های عربی آن کم‌شمار است و گاه در آن واژگان پهلوی یافت می‌شود. نظم این منظومه را که دارای ۱۹۷۰ بیت است (ظاهراً پنج بیت آخر آن از ناسخ باشد) در روز آذر (روز نهم) از ماه آبان سال ۶۴۷ یزدگردی برابر ۹۷۷ هجری و ۱۲۶۸ میلادی آغاز کرده و دوروزه به پایان برده است.
زراتشت‌نامه برگرفته از روایات قدیم و سنت کهن و به احتمال قریب به یقین از کتب پهلوی زادسپرم و کتاب‌های پنجم و هفتم دینکرد و احتمالاً برخی آثار دیگر برگرفته و بازگو شده‌ است، که کیکاوس پسر کیخسرو از مردم ری آن را به ناظم القاء کرده است.

زراتشت‌نامه را چنان‌که خود شاعر می‌گوید بنا بر خواهش موبد موبدان وقت، کاووس پور کیخسرو پور داراب به نظم درآورده و در دو روز به پایان رسانده است:
| چل و هفت با ششصد از یزدگرد  |  | همان ماه آبان که گیتی فسرد |
| من این روز آذر گرفتم بدست   |  | بآبان چو بر جشن بودیم مست  |
| شب خود نوشتم من این را بکام |  | بدو روز کردم مر او را تمام |